# Coryse Borg
Coryse Borg (n.  ?) este o actriță, regizoare și scenaristă din Malta, care locuiește în Żebbuġ. A apărut într-o serie de producții, atât în teatru, cât și în film sau televiziune.

## Biografie
A apărut în miniserialul TV istoric Elena din Troia (din 2003) și în filmul Revelation (Apocalipsa din 2001, ca fiica alchimistului evreu). De asemenea, a jucat în diverse piese de teatru, atât în comedii, dramatice, inclusiv piesele lui Shakespeare, dar și muzicale. În 2007 a jucat în producția Festivalului Artelor din Malta, A Midsummer Nights’ Dream, produsă de Consiliul Maltez pentru Cultură și Arte.
Coryse Borg a jucat rolul Sharon în serialul TV Dejjem Tiegħek Becky. Alte roluri de scenă malteze au inclus: Sylvia in Life x 3, Cum vă place, Poveste din cartierul de vest și Jack și vrejul de fasole.
Ea a realizat scenariul pentru o serie de alte producții, inclusiv pentru filmul Malta George Cross la care Borg a lucrat cu ajutorul elevilor de la Școala San Andrea din Mġarr. Filmul a câștigat premiul pentru cel mai bun scenariu din partea juriul Festivalului de filme documentare și de ficțiune de la Hollywood ( Documentary and Fiction Festival of Hollywood) din 2007.
A regizat producții ca Glorious, povestea sopranei americane Florence Foster Jenkins sau Audacity  pentru MADC.